# Ween
Ween va ser un grup americà de rock experimental. El grup es va formar el 1984 a New Hope, Pennsilvània (Estats Units) quan Aaron Freeman (Gene Ween) i Mickey Melchiondo (Dean Ween) es van conèixer.

## Àlbums
| Any  | Títol                     | Segell                                                    |
| ---- | ------------------------- | --------------------------------------------------------- |
| 1990 | GodWeenSatan: The Oneness | Twin Tone Records (reeditat el 2001 per Restless Records) |
| 1991 | The Pod                   | Shimmy Disc (reeditat el 1995 per Elektra Records)        |
| 1992 | Pure Guava                | Elektra                                                   |
| 1994 | Chocolate and Cheese      | Elektra                                                   |
| 1996 | 12 Golden Country Greats  | Elektra                                                   |
| 1997 | The Mollusk               | Elektra                                                   |
| 1999 | Craters of the Sac        | Publicat online només en MP3                              |
| 2000 | White Pepper              | Elektra                                                   |
| 2003 | Quebec                    | Sanctuary Records                                         |
| 2005 | Shinola, Vol. 1           | Chocodog                                                  |
| 2007 | La Cucaracha              | Rounder Records                                           |